# Børnenes filmmagasin nr. 1
|  | Denne artikel er oprettet af botten Steenthbot ud fra en ekstern database. Den kan derfor have sproglige fejl eller mangler. Denne skabelon kan fjernes efter kontrol af indholdet. |

Børnenes filmmagasin nr. 1 er en dansk dokumentarisk optagelse fra 1951.

## Handling
1) Isbjørn med sin unge.

2) Ny isbjørnegrotte i Københavns zoologiske have.

3) Chimpansen som barnepige - chimpanser klædt i tøj leger far, mor og børn.

4) Bjørne i Berlins zoologiske have.

5) En vaskeægte gorilla - en gorillaunge bliver badet, tørret og redt og får sutteflaske med mælk.